# Velika nagrada Ivo Andrić (Višegrad)
Velika nagrada Ivo Andrić, bosanskohercegovačka je književna nagrada za najbolju objavljenu knjigu tijekom godine u bh. entitetu Republika Srpska i Republici Srbiji, dodjeljuje se u Višegradu od 2016. godine. Ime nosi u čast bosanskohercegovačkog književnika Ive Andrića. 
Nagradu je utemeljio Andrićev institut 2015. godine na inicijativu Emira  Kusturice, a dodjeljuje se 27. siječnja. Nagrada se dodjeljuje u dvije kategorije - za životno, književno stvaralaštvo, koje predstavlja ukupni doprinos književnosti i kulturi i za najbolju knjigu objavljenu u bh. entitetu Republika Srpska i Republici Srbiji tijekom godine.

## Dobitnici za životno djelo i ukupan doprinos književnosti i kulturi
- 2016.: Matija Bećković,  Tri poeme (Srbija)
- 2017.: Dušan Kovačević, Hipnoza jedne ljubavi (Srbija)
- 2018.: Yu Hua, Živjeti, Zapisi o prodavcu krvi i Sedmi dan (Kina)
- 2019.: Goran Petrović, za životno djelo
- 2020.: Goran Petrović, za životno djelo
- 2021.: Milovan Danojlović, za životno djelo

## Dobitnici za najbolju knjigu
- 2016.: Vladimir Kecmanović,  Osama (Srbija)
- 2017.: Zahar Prilepin, Obitelj i Sedam života (Rusija)
- 2018.: Bora Đorđević, Pusto ostrvo (Srbija)
- 2019.: Rajko Petrov Nogo, Sonet i smrt (Bosna i Hercegovina)
- 2020.: Guzelj Jahina, Djeca Volge (Rusija)
- 2021.: Peter Handke, Drugi mač (Austrija)

## Vanjske povezice
- O Institutu  Arhivirana inačica izvorne stranice od 30. siječnja 2022. (Wayback Machine)